# Kepler-46
Kepler-46 eller KOI-872, är en ensam stjärna belägen i den mellersta delen av stjärnbilden Lyran. Den har en skenbar magnitud av ca 13,8 och kräver ett kraftfullt teleskop för att kunna observeras. Baserat på parallax enligt Gaia Data Release 2 på ca 1,26 mas, beräknas den befinna sig på ett avstånd på ca 2 590 ljusår (790 parsek) från solen. Den rör sig närmare solen med en heliocentrisk radialhastighet på ca -21 km/s. Stjärnan har sedan 2009  observerats av Keplerteleskopet och har sedan dess befunnits ha ett planetsystem som består av minst tre exoplaneter. 

## Egenskaper
Kepler-46 är en gul till vit stjärna som har en massa som är ca 0,9 solmassa, en radie som är ca 0,94 solradie och en effektiv temperatur av ca 5 200 K.

## Planetsystem
Planet Kepler-46 b är en gasjätte med en massa som är något mindre än Jupiters. Den andra planeten i systemet var bland de första som upptäcktes genom metoden för mätning av variationer i transittid, och har genom sin bekräftelse av KOI-872 c med en 99 procent säkerhet visat att metoden kan användas för att upptäcka framtida exoplaneter och, möjligen, exomånar. Denna andra planet utövade en gravitationskraft på den första planeten och kretsade ett varv kring värdstjärnan på bara 34 dygn. Även om detta vanligtvis sker på ett extremt regelbundet schema, kan ytterligare planeter i systemet störa tiden för transiteringen, och dessa störningar kan tyda på närvaro av en planet, även om den störande planeten inte passerar framför själva värdstjärnan.
Data visar att Kepler-46 c är ett objekt av ungefär Saturnusmassa med en omloppstid på 57 dygn. Eftersom planeten inte själv passerar framför värdstjärnan, finns det inget sätt att veta dess storlek (förmodligen en liknande storlek som dess syskon). Mätningarna tyder också på att det finns en annan planet som kretsar runt stjärnan med en period på cirka 6,8 dygn,och denna planet bekräftades 2016.
Metoden för planetens upptäckt liknar det sätt som planeten Neptunus upptäcktes på, där den nyupptäckta planeten upptäcks genom sin dragning på en annan vars existens redan är känd.
År 2021 fann man att omloppsplanet för Kepler-46b långsamt förändras, troligen under gravitationsinflytande från den extra jätteplaneten.
| Planet | Massa                 | Halv storaxel (AE) | Siderisk omloppstid (d) | Excentricitet          | Inklination        | Radie              |
| ------ | --------------------- | ------------------ | ----------------------- | ---------------------- | ------------------ | ------------------ |
| d      | 3,339 M🜨              | 0,079 ± 0,0035     | 6,76671 ± 0,00012       | 0 (antagen)            | 88.55 +0,49−0,69°  | 0,1510 ± 0,0094 RJ |
| b      | 0,885 +0,374−0,343 MJ | 0,1971 ± 0,0001    | 33,648 ± 0,004          | 0,0321 ± 0,0069        | 89,04 +0,14−0,083° | 0,810 ± 0,35 RJ    |
| c      | 0,362 ± 0,016 MJ      | 0,2811 ± 0,0003    | 57,325 +0,116−0,098     | 0,0354 + 0,0057−0,0059 | 88,66 +0,26−0,27°  | -                  |